# 普扎蒂
普扎蒂（Puzhathi），是印度喀拉拉邦Kannur县的一个城镇。总人口33470（2001年）。

## 人口
该地2001年总人口33470人，其中男性16484人，女性16986人；0—6岁人口3688人，其中男1948人，女1740人；识字率83.89%，其中男性为85.14%，女性为82.68%。